# Kostel svaté Kateřiny Alexandrijské (Sloup v Čechách)
Kostel svaté Kateřiny Alexandrijské ve Sloupu v Čechách na Českolipsku byl postaven ve stávající podobě v roce 1706. Farní kostel je kulturní památkou stejně jako sousední fara.

## Historie
Na místě původního dřevěného kostelíka z roku 1327 byl postaven nový, zděný. Už v letech 1717–1719 byl značně přestavěn italským stavitelem Petrem Pavlem Columbanim z Roudnice. V roce 1815 byla přistavěna věž.
V roce 1779 se bohoslužeb v kostele zúčastnil budoucí císař Josef II.

## Popis stavby a vybavení

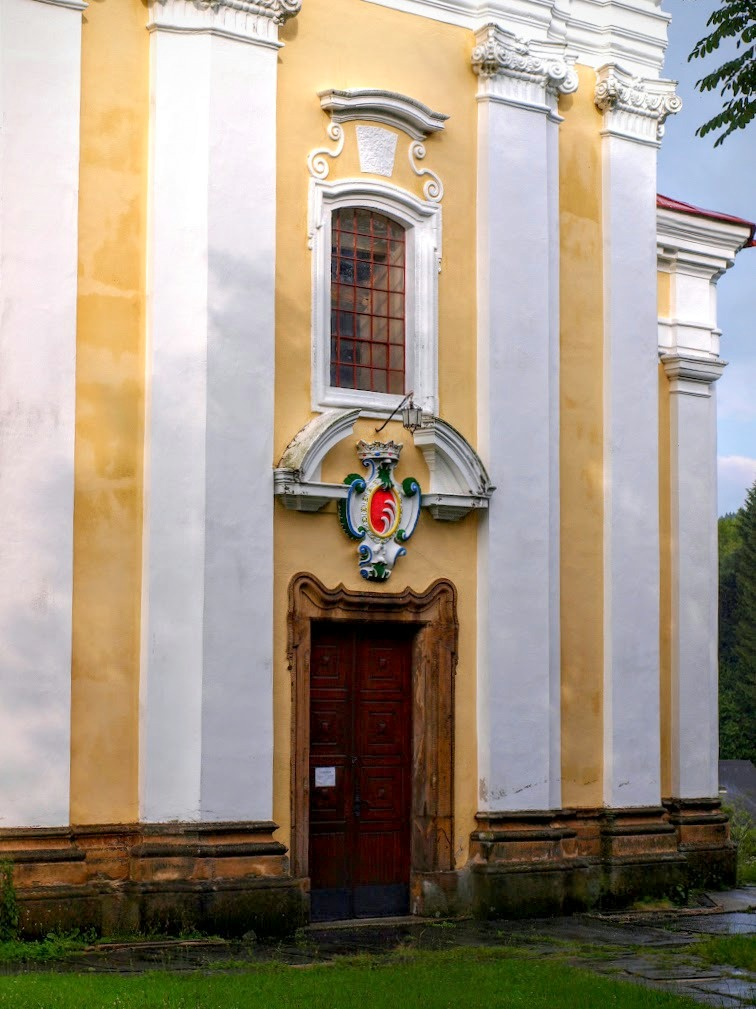
Vstup do kostela s erbem rodu Kinských

Budova je barokní, trojlodní stavba, k jejíž severní straně byla postavena hranolovitá věž. Uvnitř jsou dvě postranní kaple a dvoupatrová kruchta. Klenba je křížová.
Kazatelna v kostele je od sochaře Matyáše Bernarda Brauna. Další, sloupský sochař Emmanuel Max je autorem sochy madony s děťátkem umístěné proti kazatelně. V kostele je řada cenných obrazů a dalších sochařských děl od Julia Melznera (socha Máří Magdaleny), Eduarda Veselého (Kristus na kříži), Františka Wernera (socha Matky Boží). Původní zvon byl věnován roku 1600 Adamem Berkou z Dubé, který byl tehdy majitelem zdejšího panství. Zvon byl v roce 1906 přelit.
Nad vchodem kostela je znak šlechtického rodu Kinských, kteří se o rozvoj obce po roce 1726 podstatně zasloužili. Hrabě Josef Jan Maxmilián Kinský byl v kostele roku 1780 pohřben a má poblíž oltáře náhrobek.

## Kulturní památky

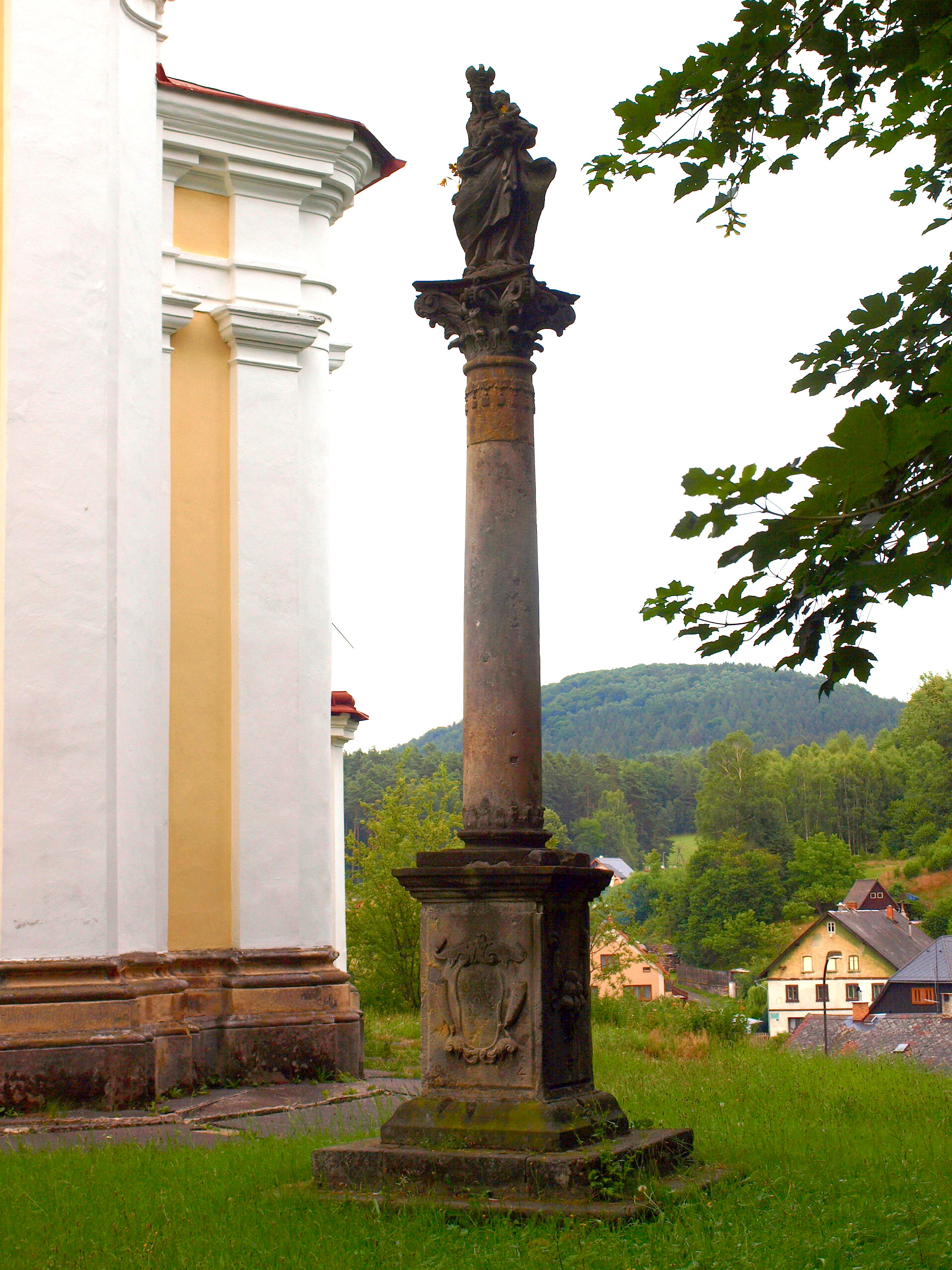
Mariánský sloup u kostela

V květnu 1958 byl kostel zapsán do celostátního seznamu kulturních památek pod e. č. 37403/5-3258. Blízká budova fary je pod č. 18068/5-3257 a v celostátním seznamu památek jsou sochařská díla u kostela a fary, tedy sousoší Kalvárie a Mariánský sloup.

## Místní farnost

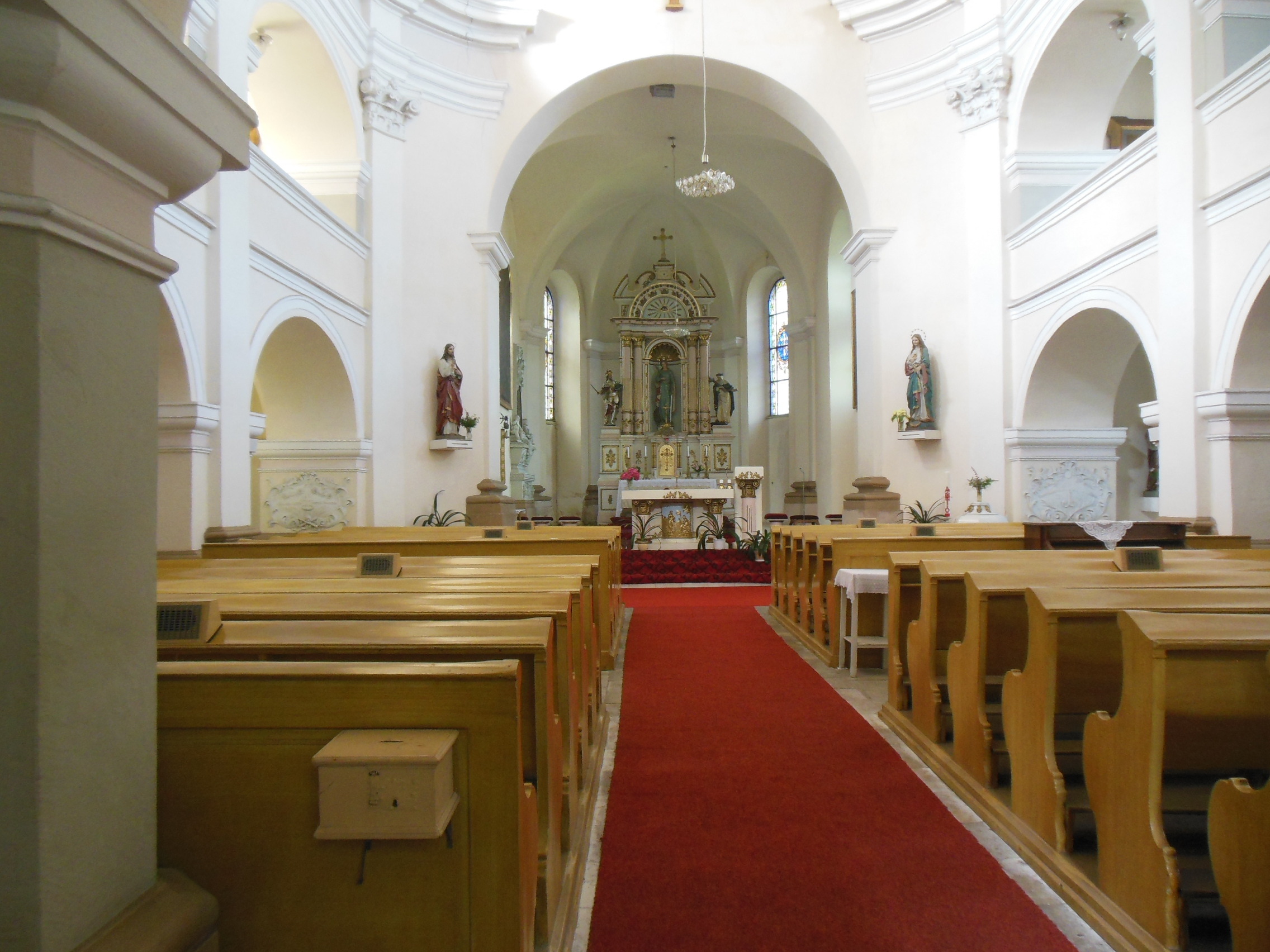
Interiér kostela

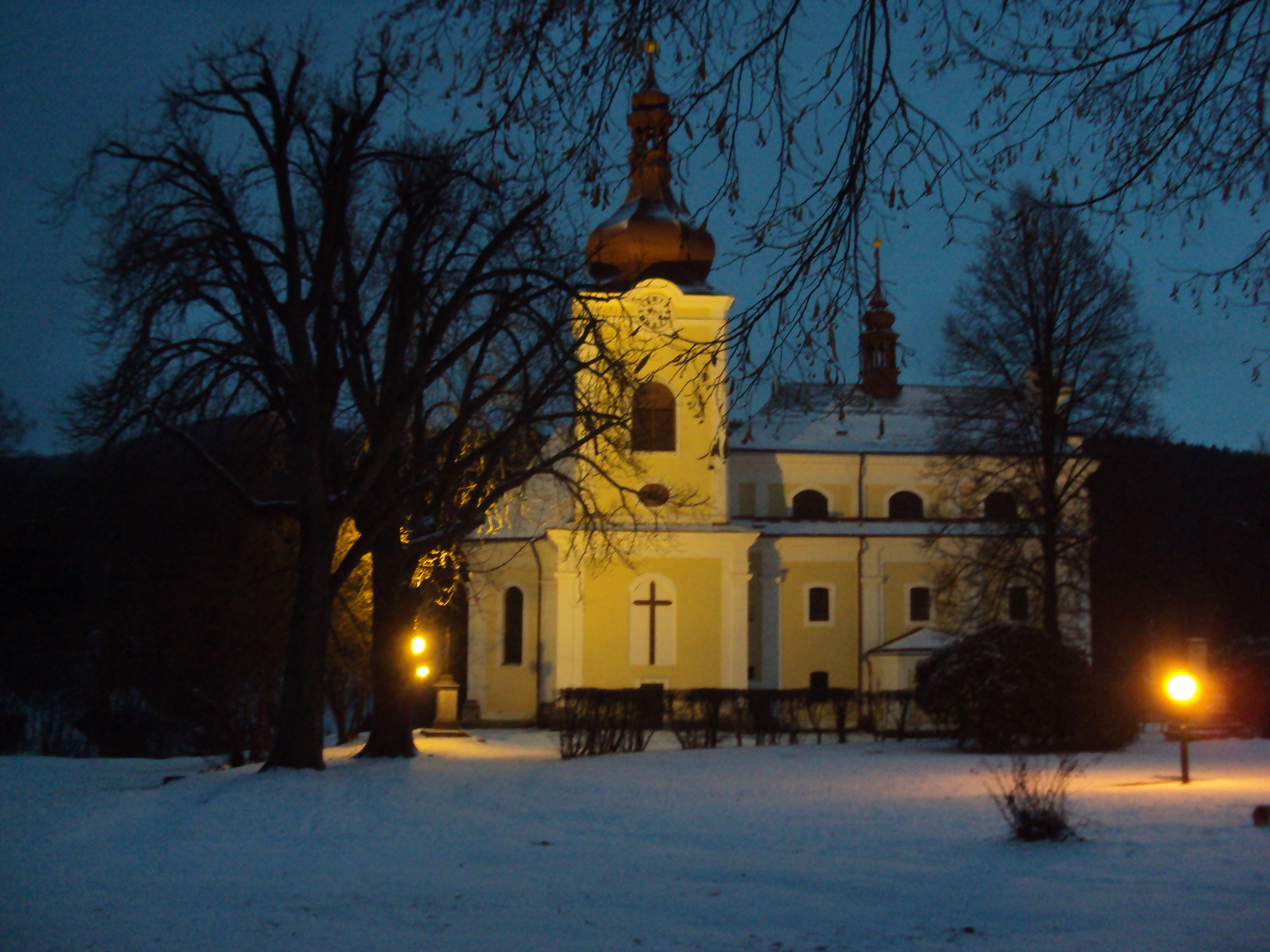
Nasvícený kostel svaté Kateřiny

Je ve správě Římskokatolické farnosti Sloup v Čechách. Mše jsou slouženy knězem z Nového Boru zpravidla každou neděli od 8 hodin.